# Карл Кристиан Готфрид фон дер Шуленбург
Карл Кристиан Готфрид фон дер Шуленбург (на немски: Karl Christian Gottfried Graf von der Schulenburg; * 1702; † 1779) е граф от род „фон дер Шуленбург“ („Бялата линия“).

## Произход
Той е син на граф Кристиан Фридрих фон дер Шуленбург (1663 – 1733) и съпругата му Анна Доротея Щьосер едле фон Лилиенфелд (1684 – 1746). Внук е на граф Йохан Казимир I фон дер Шуленбург (1623 – 1672) и правнук на граф Левин VII фон дер Шуленбург (1581 – 1640/1641) и праправнук на граф Левин II фон дер Шуленбург (1528 – 1587). Потомък е на рицар Фриц I фон дер Шуленбург († сл. 1415).
През 14 век синовете на Вернер II фон дер Шуленбург разделят фамилията в Алтмарк на две линии, рицар Дитрих II (1304 – 1340) основава „Черната линия“, по-малкият му брат рицар Бернхард I († сл. 1340) „Бялата линия“. Днес родът е от 22. генерация.

## Фамилия
Първи брак: с Йохана Маргарета Елизабет фон Мьолендорф. Бракът е бездетен.
Втори брак: през 1743 г. с Анна Луиза фон Хюнербайн (1718 – 1752). Те имат шест деца:
- Каролина Луиза Антоанета (1744 – 1766)
- Фридерика Хенриета Амалия (* 6 юни 1746; † 26 февруари 1785), омъжена за фрайхер Йохан Филип д'Орвиле фон Льовенклау (* 23 октомври 1732; † 15 март 1815)
- Карл Левин Фридрих (1749 – 1772)
- Елеонора Йохана Елизабет (* 1750 † сл. 1778), омъжена за Фридрих Кристоф Хайнрих фон Кате
- Мария Анна Ернестина († 1751)
- Луиза Ернестина (1752 – 1780), омъжена за Албрехт Готлиб фон Хаген